# Ульзийт (Уверхангай)
Ульзийт (монг.: Өлзийт) — сомон Уверхангайського аймаку, Монголія. Площа 1,9 тис. км², населення 3,8 тис. Центр сомону селище Сангийн лежить за 360 км від Улан-Батора, за 88 км від міста Арвайхера.

## Рельєф
Гори Улзийт, Зуунхайрхан (2408 м).

## Клімат
Клімат різко континентальний, щорічні опади 200—300 мм, середня температура січня −20°С, середня температура липня +17°—19°С.

## Корисні копалини
Багатий запасами золота, вапняку, хімічною та будівельною сировиною.

## Тваринний світ
Водяться вовки, лисиці, манули, зайці, багато тарбаганчиків.

## Соціальна сфера
Є школа, лікарня, сфера обслуговування.